# Feliks Ignacy Kretkowski
Feliks Ignacy Kretkowski (ur. 14 lipca 1657 w Chełmnie zm. 6 grudnia 1730) – biskup chełmiński, archidiakon chełmiński, kanclerz kujawski, proboszcz gnieźnieński, kanonik gnieźnieńskiej kapituły katedralnej.

## Życiorys
Był synem kasztelana chełmińskiego Damiana Franciszka i Anny z Kryskich. Studiował w Krakowie a od 1679 w Rzymie jako stypendysta fundacji Perucka. W 1682 otrzymał od swojego krewnego bpa Opalińskiego kanonikat chełmiński, był też kanonikiem gnieźnieńskim i włocławskim, w 1687 został archidiakonem chełmińskim, a w 1699 archidiakonem gnieźnieńskim.. Aktywnie uczestniczył w działalności publicznej, był posłem królewskim na sejmik malborski, kilkukrotnie był prezydentem i wiceprezydentem Trybunału Głównego Koronnego, a w latach 1717–1722 referendarzem koronnym. W latach 1696–1699 był administratorem sede vacante diecezji chełmińskiej, a w latach 1721–1722 diecezji gnieźnieńskiej.
20 listopada 1722 nominowany przez Augusta II na biskupstwo chełmińskie, prowizję papieską otrzymał 30 sierpnia 1723, konsekrowany na biskupa 31 października 1723, a rządy w diecezji objął przez swojego pełnomocnika 16 października 1723. Zamierzał sprowadzić do Lubawy zakon pijarów, aby utworzyli tam kolegium, jednak na skutek protestów jezuitów posiadających już szkoły w Toruniu, Grudziądzu i Malborku zamiaru tego nie zrealizował. W latach 1724–1730 wizytował wszystkie kościoły diecezji. Erygował cztery kanonikaty przy katedrze, w tym archidiakonat pomezański. W 1726 dobrał na koadiutora opata pelplińskiego Tomasza Czapskiego, który po jego śmierci objął diecezję chełmińską.
Zmarł 6 grudnia 1730 w miejscowości Kretki w ziemi dobrzyńskiej, został pochowany w katedrze w Chełmży.